# Доње Кормињане
Доње Кормињане (алб. Kormnjani i Poshtëm) је насеље у општини Косовска Каменица на Косову и Метохији. По законима самопроглашене Републике Косово насеље се налази у саставу општине Ранилуг. Атар насеља се налази на територији катастарске општине Доње Кормињане површине 828 ha. Налази се истоку Косова у Косовском Поморављу, дуж тока реке Биначке Мораве, у подножју брда Бутка, Шанак и Чука. Од административног прелаза са Србијом — Кончуљ је удаљено 3-4 колометра. Изнад села, у брдима, пронађени су остаци старог насеља. Ту се налази и манастир Изморник, једини у овом делу Косовског поморавља. Године 1764. помињу се приложници манастиру Девичу из Доњег и Горњег Кормињана. У близини села се налазила стара српска црква. У садашњој цркви Пресвете Богородице сачуване су фреске из периода када је саграђена крајем 18. или почетком 19. века, а проширена средином 19. века и осликана 1870. године.

## Порекло становништва по родовима
Подаци из 1929. године:
- Секулићи (5 k., Св. Никола). Старином из Мучибабе, одакле су се преселили око 1780. године због зулума.
- Влајковићи (11 k., Св. Јован), пресељени из Слубице кад и Секулићи.
- Менџисци (6 k., Св. Арханђео), досељени из Несврте код Сурдулице после Влајковића. Презиме им је по механџилуку њихових предака.
- Поповци (14 k., Св. Никола), досељени из Летовице после Влајковића.
- Грујићи (8 k., Св. Димитрије), досељени из гостиварског краја у Македонији после Поповаца.
- Нојинци (2 k., Св. Никола), исељени из Топонице око 1810. године.
- Осмајовићи (2 k., Св. Димитрије), досељени из Блата око 1810. године.
- Јенинкићи (1 k., Св. Арханђео), пресељени из Ловца око 1810. године, кад су им се сељаци почели „турчити“.
- Камишевићи (12 k., Св. Ђорђе Алимпије), пресељени око 1830. године из Горњег Кормињана од истоименог рода, што их је плавио поток. Старином су из Горње Шипашнице, из старине исељени због зулума арбанашких.
- Тотинци (2 k., Св. Арханђео), пресељени из Горњег Кормињана од истоименог рода око 1870. године. Старином су из Витине.
- Ивчићи (3 k., Св. Ђорђе), пресељени из Горњег Кормињана 1910. године.

## Демографија
Насеље има српску етничку већину.
Број становника на пописима:
- попис становништва 1948. године: 684
- попис становништва 1953. године: 745
- попис становништва 1961. године: 784
- попис становништва 1971. године: 741
- попис становништва 1981. године: 659
- попис становништва 1991. године: 641